# Katalin Ottományi

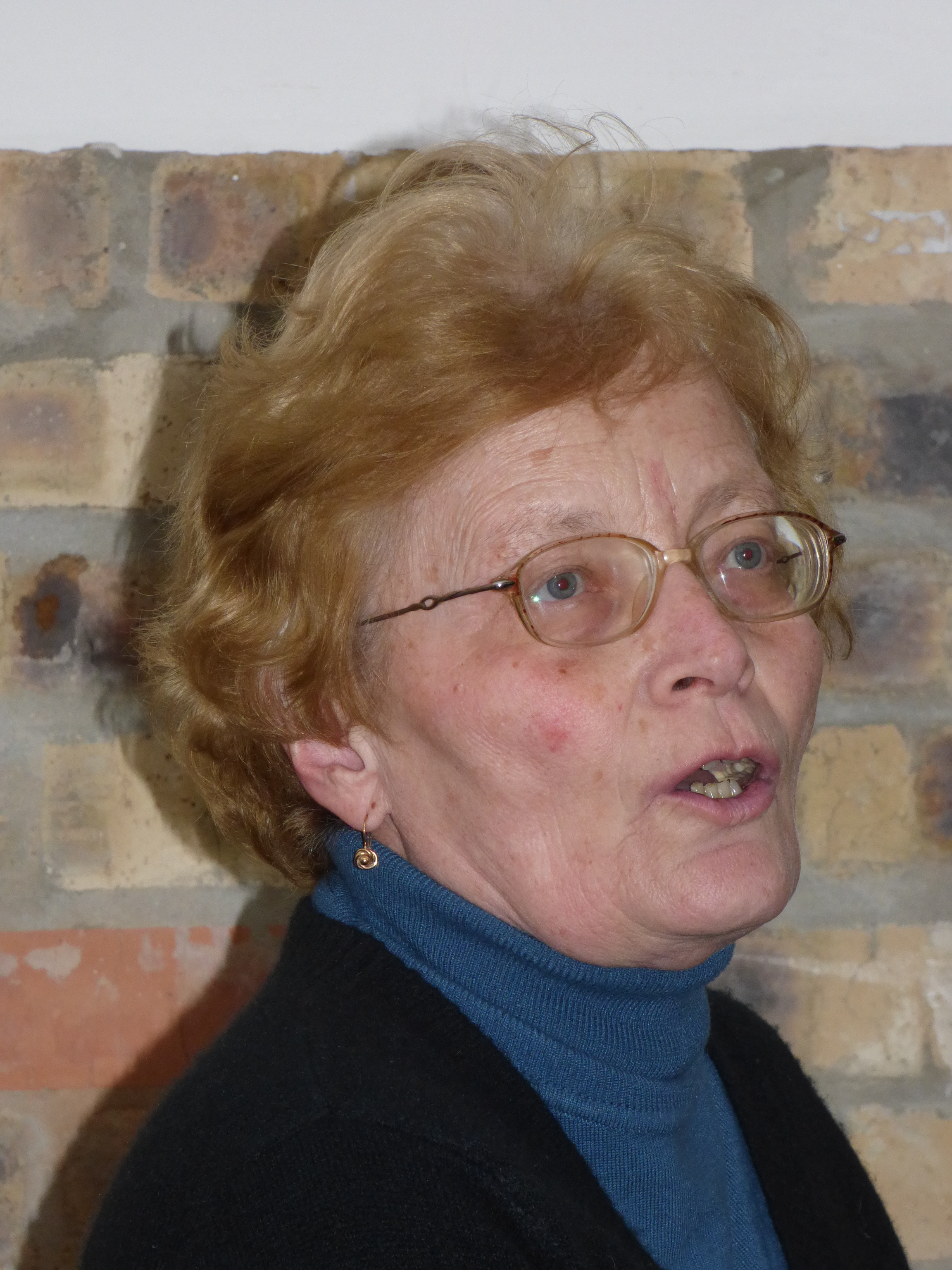
Katalin Ottományi (2016)

Katalin Ottományi (* 1956) ist eine ungarische Archäologin mit Schwerpunkt Provinzialrömische Archäologie.

## Leben und Wirken
Katalin Ottományi studierte an der Fakultät für Geisteswissenschaften der Eötvös-Loránd-Universität von 1975 bis 1976 Bibliotheksgeschichte, von 1975 bis 1980 Archäologie und von 1976 bis 1981 Lateinische Sprache und Literatur. 1982 erhielt sie mit einer Arbeit über die eingeglättete Keramik in Pannonia einen Abschluss in Provinzialrömischer Archäologie. 1988 wurde sie mit einer Arbeit über die Haupttypen der Keramik in Pannonia promoviert. 1997 erhielt sie den Abschluss Ph.D. in Geschichte der Archäologie.
Sie ist wissenschaftliche Mitarbeiterin in der Abteilung für Museologie des Károly-Ferenczy-Museums in Szentendre.
Ihre Forschungsschwerpunkte sind die Geschichte des Römischen Reiches, insbesondere der Provinz Pannonia, die frührömische Migration, die spätrömische Keramikforschung, ländliche römische Siedlungen, insbesondere im Komitat Pest, die keltisch-römische Übergangszeit und Bestattungsriten.
Sie leitete mehrere Ausgrabungen und publizierte ihre Forschungsergebnisse in über 50 Artikeln. 1984 wurde unter ihrer Leitung eine Notgrabung im Nordvicus des Kastells Matrica durchgeführt. 1991 veröffentlichte sie das vollständige keramische Fundmaterial des Burgus Leányfalu. 2002 bis 2003 leitete sie die Ausgrabung eines Gräberfeldes in Budaörs. 2004 bis 2006 leitete sie Erkundungen im Kastell Szentendre.

## Schriften
- Fragen der spätrömischen eingeglätteten Keramik in Pannonien. Eötvös-Loránd-Universität, Budapest 1982, DNB 94197071X.
- A későrómai telepkerámia főbb típusai Pannóniában. Eötvös-Loránd-Universität, Budapest 1987, OCLC 1087783161.
- mit Zsolt Mráv, István Filipszky, Edit Mester: Antik gyökereink. Budaörs múltja a régészeti leletek fényében. Budaörs 2005, ISBN 963-218-566-8.
- mit Márton Gyöngyössy: Képek a múltból. Az elmúlt évek ásatásaiból Pest megyében. Stadtmuseum Pest, Szentendre 2008, ISBN 978-963-9590-26-7. Englische Ausgabe: Perspectives on the past. Major excavations in County Pest. ISBN 978-963-9590-33-5.
- (Hrsg.): Római vicus Budaörsön. Régészeti tanulmányok I. Archaeolingua, Budapest 2012, ISBN 978-963-9911-38-3.
- A budaörsi római vicus temetője. Régészeti tanulmányok II. Archaeolingua, Budapest 2016, ISBN 978-963-9911-89-5.

Artikel und Beiträge
- Késő római besimított kerámia Nagykanizsán. In: Zalai Gyűjtemény. 18, 1983. S. 45–58.
- Late Roman pottery. In: Dénes Gabler: The Roman fort at Ács-Vaspuszta (Hungary) on the Danubian Limes (= British Archaeological Reports. 531). Oxford 1989, ISBN 0-86054-675-6, S. 492–570.
- Késő római kerámia a leányfalui őrtoronyból. In: Studia Comitatensia. 22, 2, 1991, S. 5–144 (online).
- Eine Töpferwerkstatt der spätrömischen Keramik mit Glättverzierung in Pilismarót-Malompatak. In: Acta Archaeologica Academiae Scientiarum Hungariae. 48, 1996, S. 71–133.
- Late Roman pottery in the Dunabogdány camp. In: Antaeus. 24, 1997–1998, S. 333–373.
- Későrómai kerámiagyártás a Dunakanyarban. In: Kutatások Pest megyében. II, 1998, S. 25–47 (online).
- mit Ottó Sosztaritis: Spätrömischer Töpferofen im südlichen Stadtteil von Savaria. In: Savaria. Pars Archaeologica. 23, 3, 1998, S. 145–215 (online).
- A Budakalász-Luppacsárdai őrtorony késő római kerámiája. In: Studia Comitatensia. 28, 2004, S. 265–295.
- Die spätlatènezeitlich-römische Siedlung von Budaörs. In: Acta archaeologica Academiae Scientiarum Hungaricae. Band 55, Nr. 1–3, 2005, S. 67–132, doi:10.1556/AArch.56.2005.1-3.3.
- Römerzeitlicher Vicus in Budaörs. In: Balácai Közlemények. 9, 2005, S. 361–374 (online).
- mit Zsolt Mráv: De{i}fu(n)c(tus) exp(editione) Germ(anica) Lauri(aco) mort(e) sua. Egy Caracalla alamann expeditiója során elhunyt katona szarkofágja Budaörsről. In: Specimina Nova. 18, 2004, S. 49–98. Deutsch: De{i}fu(n)c(tus) exp(editione) Germ(anica) Lauri(aco) mort(e) sua. Sarkophag eines während der alamannischen Expedition Caracallas verstorbenen Soldaten aus Budaörs. In: Acta Archaeologica Academiae Scientiarum Hungaricae. 56, 2005, S. 177–212, doi:10.1556/AArch.56.2005.1-3.5.
- mit Zsolt Mráv: A pag(us) Herc(ulius) és vicusainak Terra Mater oltára Budaörsről. In: Specimina Nova. 19, 2005, S. 71–118.
- A pátyi római telep újabb kutatási eredményei. In: Studia Comitatensia. 30, 2007, S. 7–238 (online).
- A visegrád-gizellamajori erőd Ny/I. helyiségének késő római kerámiája. In: Szilvia Bíró, Péter Vámos (Hrsg.): Fiatal Római Koros Kutatók. II. Mursella Régészeti Egyesület. Győr 2012, ISBN 978-963-89715-0-0, S. 375–412 (online, ungarisch). Deutsche Zusammenfassung: Veränderungen des Töpferhandwerks in der ersten Hälfte 5. Jahrhunderts aufgrund des Keramik von Befestigung Visegrád–Gizellamajor. S. 396–397.
- mit Piroska Hárshegyi: Imported and local pottery in late roman Pannonia. In: Late Antique Archaeology. 10, 1, 2013, S. 474–483, doi:10.1163/22134522-12340040.
- In den Boden eingetiefte Häuser im Vicus von Budaörs. In: Szilvia Bíró, Attila Molnár (Hrsg.): Ländliche Siedlungen der römischen Kaiserzeit im mittleren Donauraum. Mursella Régészeti Egyesület, Győr 2015, S. 119–167 (online).